# Mordellistena columbretensis
Mordellistena columbretensis es una especie de coleóptero de la familia Mordellidae.

## Distribución geográfica
Habita en las islas Columbretes (España).